# Van Gogh (geslacht)
Van Gogh is een Nederlands geslacht dat predikanten en kunstenaars voortbracht en in 1964 werd opgenomen in het Nederland's Patriciaat.

## Geschiedenis
De stamreeks begint met Gerrit van Goch, soldaat en tamboer, overleden medio 1648. Een nakomeling, Vincent (1789-1874) was de eerste predikant in de familie. Nageslacht van hem werd kunstenaar of kunsthandelaar.
De familie werd in 1964 opgenomen in het Nederland's Patriciaat.

## Enkele telgen
- ds. Vincent van Gogh (1789-1874), predikant
  - Hendrik Vincent van Gogh (1814-1877), lid fa. Van Gogh & Oldenzeel, boekhandelaren te Rotterdam, later kunstschilder te Brussel
  - Johannes van Gogh (1817-1885), viceadmiraal en officier in de Militaire Willems-Orde
    - Johanna Elisabeth van Gogh (1844-1883); trouwde in 1867 met Johannes Adriaan Tak (1836-1897), lid gemeenteraad en lid Kamer van Koophandel en Fabrieken te Middelburg, lid van de familie Tak
    - Johannes van Gogh (1854-1913), planter op Java
      - ir. Lothar van Gogh (1888-1945), ingenieur en voetballer

  - Willem Daniel van Gogh (1818-1872), rijksontvanger
    - Willem Jacob van Gogh (1863-1934), koopman; trouwde in 1899 met Anna Maria Kaulbach (1869-1960), schrijfster

  - Vincent van Gogh (1820-1888), "Oom Cent", lid fa. Goupil & Comp., kunsthandelaren te Parijs en 's-Gravenhage
  - ds. Theodorus van Gogh (1822-1885), predikant
    - Vincent van Gogh (1853-1890), kunstschilder
    - Theodorus van Gogh (1857-1891), kunsthandelaar; trouwde in 1889 met Johanna Gezina Bonger (1862-1925), eerste bezorgster van brieven van haar zwager Vincent van Gogh
      - ir. Vincent Willem van Gogh (1890-1978), organisatieadviseur, erfgenaam van de schilderijencollectie van zijn oom, de kunstschilder Vincent van Gogh; trouwde in 1915 met dra. Josina Wibaut (1890-1933), dochter van politicus Floor Wibaut
        - Theodoor van Gogh (1920-1945), verzetsstrijder
        - drs. Johan van Gogh (1922-2019), ambtenaar; trouwde in 1956 met Anna (Anneke) Vonhoff (1936), nicht van Henk Vonhoff (1931-2010)
          - Theodoor van Gogh (1957-2004), regisseur
            - Lieuwe van Gogh (1991), kunstschilder

        - Mathilde Johanna van Gogh (1929-2008); trouwde in 1953 met prof. dr. Jan Salomon Cramer (1928-2014), hoogleraar Universiteit van Amsterdam

    - Elisabeth Huberta (Lies) van Gogh (1859-1936), dichteres; trouwde in 1891 met mr. Jean Philippe Theodore du Quesne van Bruchem (1840-1921), advocaat
      - Hubertina Normance van Gogh (1886-1969), onderwijzeres
      - Jeannette Adrienne Angeline du Quesne van Bruchem (1895-1952); trouwde in 1923 met Jan Kooiman (1873-1939), burgemeester

    - Willemina Jacoba (Wil) van Gogh (1862-1941), feministe
    - Cornelis Vincent (Cor) van Gogh (1867-1900), tekenaar en soldaat

  - Elisabeth Hubertha van Gogh (1823-1895), kostschoolhoudster; trouwde in 1867 met Abraham Pompe (1831-1909), luitenant-generaal titulair
  - Cornelis Marinus van Gogh (1824-1908), kunsthandelaar te Amsterdam en medeoprichter van het Stedelijk Museum Amsterdam.
    - Vincent van Gogh (1866-1911), kunsthandelaar te Amsterdam